# Guido Gonzaga (abate)

Stemma dei Gonzaga, dal 1328 al 1389

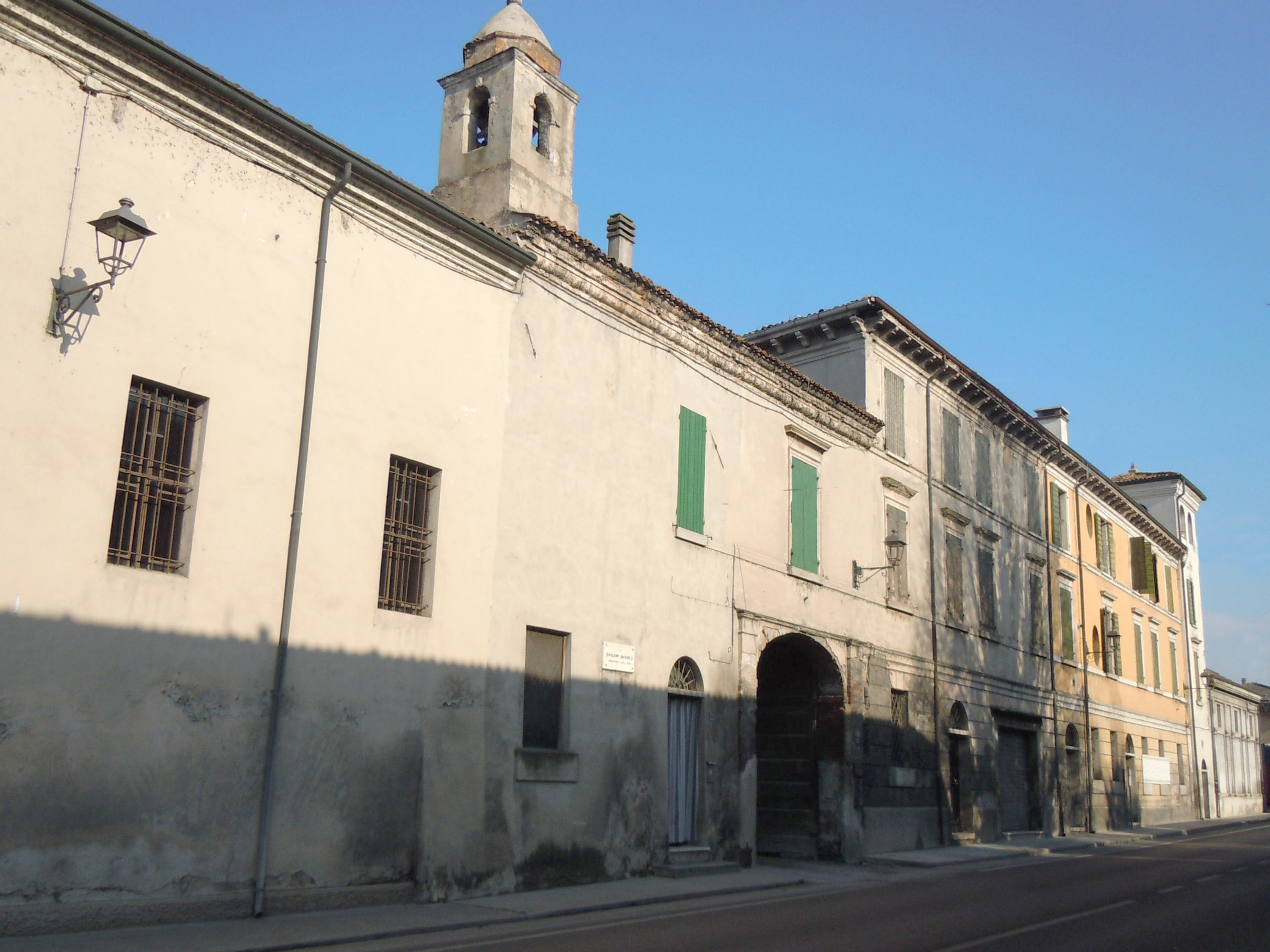
Marengo, Palazzo Custoza.

Guido Gonzaga (Mantova, 1388 – 1459) è stato un religioso italiano.

## Biografia
Chiamato "il Grosso" e dalla controversa discendenza, era forse figlio di Febo Gonzaga, a sua volta figlio naturale di Ludovico II Gonzaga, signore di Mantova oppure figlio naturale di Francesco I Gonzaga, IV capitano del popolo di Mantova, avuto da una certa Giovannina Pirovano.
Canonico della cattedrale di Mantova nel 1415, portò nel 1420 gli Eremiti di San Girolamo, che fondarono il loro convento a nord della città, ai confini con il Lago Superiore. I monaci ricevettero anche una chiesa e alcuni terreni e furono sotto la protezione dei Gonzaga sino alla loro caduta (1708). Il convento venne soppresso nel 1772.
Guido ricoprì dal 1412 la carica di protonotario apostolico, carica avuta grazie al fratellastro Gianfrancesco, nel 1413 abate Commendatario dell'Abbazia di Felonica e fu abate commendatario di San Benedetto. Chiese ed ottenne nel 1417 da papa Martino V di unire il monastero degli eremiti alla Congregazione di Santa Giustina.
Nel 1429 fu eletto abate di Sant'Andrea e nel 1458 fu rettore dell'ospedale di Santa Maria Maddalena di Mantova.
Morì nel 1459.

## Ascendenza
|                     |   |                   | Genitori               |  |  | Nonni |  |  | Bisnonni      |  |  | Trisnonni       |  |
|                     |   |                   |                        |  |  |       |  |  | Guido Gonzaga |  |  | Luigi I Gonzaga |  |
|                     |   |                   |                        |  |  |       |  |  | Guido Gonzaga |  |  | Luigi I Gonzaga |  |
|                     |   | Richilda Ramberti |                        |  |  |       |  |  | Guido Gonzaga |  |  |                 |  |
| Ludovico I Gonzaga  |   |                   |                        |  |  |       |  |  | Guido Gonzaga |  |  |                 |  |
|                     |   | Beatrice di Bar   | Edoardo I di Bar       |  |  |       |  |  |               |  |  |                 |  |
|                     |   | Beatrice di Bar   | Edoardo I di Bar       |  |  |       |  |  |               |  |  |                 |  |
|                     |   | Beatrice di Bar   | Maria di Borgogna      |  |  |       |  |  |               |  |  |                 |  |
| Francesco I Gonzaga |   | Beatrice di Bar   |                        |  |  |       |  |  |               |  |  |                 |  |
|                     |   | Obizzo III d'Este | Aldobrandino II d'Este |  |  |       |  |  |               |  |  |                 |  |
|                     |   | Obizzo III d'Este | Aldobrandino II d'Este |  |  |       |  |  |               |  |  |                 |  |
|                     |   | Obizzo III d'Este | Alda Rangoni           |  |  |       |  |  |               |  |  |                 |  |
| Alda d'Este         |   | Obizzo III d'Este |                        |  |  |       |  |  |               |  |  |                 |  |
|                     |   | Lippa Ariosto     | Iacopo Ariosti         |  |  |       |  |  |               |  |  |                 |  |
|                     |   | Lippa Ariosto     | Iacopo Ariosti         |  |  |       |  |  |               |  |  |                 |  |
|                     |   | Lippa Ariosto     | …                      |  |  |       |  |  |               |  |  |                 |  |
| Guido Gonzaga       |   | Lippa Ariosto     |                        |  |  |       |  |  |               |  |  |                 |  |
|                     | … | …                 |                        |  |  |       |  |  |               |  |  |                 |  |
|                     | … | …                 |                        |  |  |       |  |  |               |  |  |                 |  |
|                     | … | …                 |                        |  |  |       |  |  |               |  |  |                 |  |
| …                   | … |                   |                        |  |  |       |  |  |               |  |  |                 |  |
|                     |   | …                 | …                      |  |  |       |  |  |               |  |  |                 |  |
|                     |   | …                 | …                      |  |  |       |  |  |               |  |  |                 |  |
|                     |   | …                 | …                      |  |  |       |  |  |               |  |  |                 |  |
| Giovannina Pirovano |   | …                 |                        |  |  |       |  |  |               |  |  |                 |  |
|                     |   | …                 | …                      |  |  |       |  |  |               |  |  |                 |  |
|                     |   | …                 | …                      |  |  |       |  |  |               |  |  |                 |  |
|                     |   | …                 | …                      |  |  |       |  |  |               |  |  |                 |  |
| …                   |   | …                 |                        |  |  |       |  |  |               |  |  |                 |  |
|                     |   | …                 | …                      |  |  |       |  |  |               |  |  |                 |  |
|                     |   | …                 | …                      |  |  |       |  |  |               |  |  |                 |  |
|                     |   | …                 | …                      |  |  |       |  |  |               |  |  |                 |  |
|                     |   | …                 |                        |  |  |       |  |  |               |  |  |                 |  |